# 考波什焦尔毛特
考波什焦尔毛特，是匈牙利绍莫吉州所辖的一个村。总面积11.07平方公里，总人口102，人口密度9.2人/平方公里（2011年1月1日）。